# Cohete guiado de ataque directo

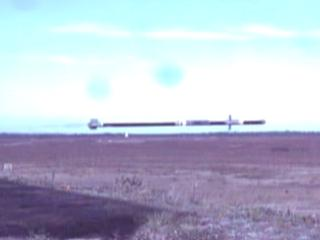
Cohete guiado de ataque directo (en inglés: Direct Attack Guided Rocket, DAGR)

El Cohete Guiado de Ataque Directo (del inglés: Direct Attack Guided Rocket (DAGR)) es un sistema de armas bajo desarrollo por Lockheed Martin. La meta del programa es lograr un cohete guiado de precisión de bajo costo de 70 mm (2,75 pulgadas) que sea compatible con los actuales sistemas y lanzadores de Hellfire II en servicio. El sistema usará componentes del existente cohete Hydra 70, pero difiere de otras actualizaciones al Hydra 70 tales como el APKWS y el LOGIR en que está diseñado para ser una mejora de instalar-y-operar (en inglés: plug-and-play) compatible con el misil Hellfire y usar el lanzador M299 para Hellfire, incrementando la carga hasta cuatro veces.

## Especificaciones
- Diámetro: 70 mm (2,75 pulgadas)[3]
- Largo: 1,90 m (75 pulgadas)
- Envergadura: 222 mm (8,75 pulgadas)
- Peso: 15,8 kg (35 libras)
- Sistema de guía: Guiado láser semiactivo (en inglés: Semi-Active Laser Homing, SALH)
- Alcance desde nivel del mar: Mínimo: 1,5 km; Máximo: 5 km
- Alcance desde 6.000 m: 12 km[4]
- Motor: Motores existentes del Hydra 70.
- Cabeza de guerra: M151 con espoleta M423

## Estado del programa
- Marzo de 2005 - Inicio del programa.[5]
- Febrero de 2006 - Primer vuelo de prueba.[6]
- Octubre de 2008 - Octavo vuelo de prueba y primera prueba de vuelo para un cohete guiado de 70 mm con cabeza de guerra viva.[7]
- Marzo de 2009 - Primera prueba de vuelo de la plataforma - Helicóptero de ataque Apache AH-64D.
- Julio de 2009 - Segunda prueba de vuelo de la plataforma - Little Bird AH-6: blanco exitoso en dos pruebas separadas.[8]
- Marzo de 2010 (día 29) - Tercera prueba de la plataforma - pruebas exitosas realizadas en el Kiowa Warrior.[9]